# Hans Christiaens
Hans Christiaens (født 12. januar 1964) er en belgisk fodboldspiller.
Hans Christiaens var på kontrakt hos Brøndby IF i sæsonerne 1991/92 og 1992/93. Han debuterede den 2. november 1991 mod Vejle Boldklub, blev aldrig den store succes i klubben, og anses for en af de største fejlinvesteringer i dansk fodbolds historie. 
Christiaens nåede dog at spille 23 superligakampe for Brøndby IF og at score to mål.